# 隆礼巷古栈房
隆礼巷古栈房，位于中华人民共和国浙江省金华市兰溪市云山街道金钟岭社区隆礼巷4-5号，建于清代，前后三进，均为三开间，设有封火墙、铁皮泡钉大门，结构坚固。
1997年9月2日，隆礼巷古栈房公布为第四批兰溪市文物保护单位。